# Елізабет Свантессон
Карін Елізабет Свантессон (до шлюбу Лундін, *26 жовтня 1967) — шведська політикиня від Помірної коаліційної партії. З 2017 року займала посаду прессекретарки партії з економічних питань, а з 2019 року була першою заступницею лідера партії. З 2013 по 2014 рік міністерка праці Швеції. З 2006 року членкиня Риксдагу, представляючи в ньому лен Еребру.

## Життєпис
У 1991 році закінчила економічний факультет в Університеті Еребру. До обрання в Риксдаг працювала викладачкою і докторанткою в університеті. З 2006 року має ступінь бакалавра економіки.
У Риксдаг Свантессон була обрана на загальних виборах 2006 року. Вона зайняла позицію рядового члена комітету економіки праці і пост заступниці члена комітету бізнесу. У жовтні 2009 року вона також стала заступницею члена комітету фінансів, в листопаді того ж року увійшла до ради правління Державного аудиторського управління Швеції. На загальних виборах 2010 року Свантессон вдалося зберегти посаду. З 2010 року вона була членкинею комітету фінансів до 2012 року, коли вона зайняла пост голови комітету економіки праці. 
17 вересня 2013 року прем'єр-міністр Швеції Райнфельдт Йон Фредрік призначив Карін Свантессон главою міністерства праці.
Здобувши поразку на виборах 2014 року, вона повернулася в Риксдаг, де стала заступницею голови комітету із соціального страхування. 11 грудня 2014 року Свантессон була призначена прессекретаркою з питань політики зайнятості Помірної коаліційної партії і заступницею голови комітету з питань зайнятості. 17 грудня 2014 року її кандидатура була висунута на посаду другої заступниці лідера Помірної партії. 10 січня 2015 року вона була обрана на цю посаду.
У жовтні 2019 року Елізабет Свантессон була обрана першою заступницею лідера Помірної партії.

## Особисте життя
Свантессон одружена, має трьох синів. Живе в Еребру.
На початку своєї кар'єри належала до релігійної громади «Слово життя», найбільшого приходу в шведському русі «Рух віри». Її батько був пастором, тому вона також відвідувала місцеву церкву. Також належала до руху проти абортів «Yes to Life». Коли її призначали міністеркою праці, прем'єр-міністр Фредрік Райнфельдт зазначив, що її минулий релігійний досвід не має нічого спільного з новою роботою.